# 万济约
万济约（法語：Vinzieux，發音：[vɛ̃zjø]）是法国阿尔代什省的一个市镇，属于罗讷河畔图尔农区。

## 地理
万济约（45°19'38"N, 4°42'4"E）面积6.87 平方千米，位于法国奥弗涅-罗讷-阿尔卑斯大区阿尔代什省，该省份为法国东南部内陆省份，北起顺时针与卢瓦尔省、伊泽尔省、德龙省、沃克吕兹省、加尔省、洛泽尔省和上盧瓦爾省接壤。
与万济约接壤的市镇（或旧市镇、城区）包括：布罗桑克、沙尔纳、费利讷、圣雅克达蒂雪、萨瓦。
万济约的时区为UTC+01:00、UTC+02:00（夏令时）。

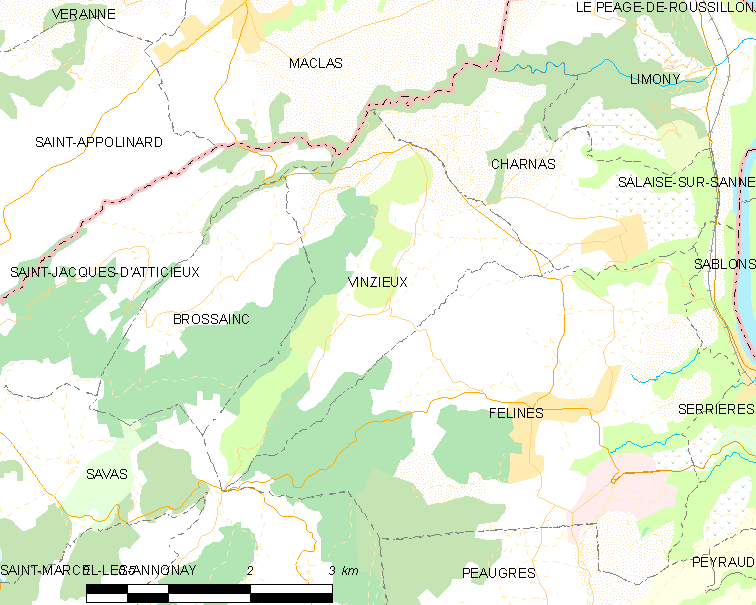
万济约的OSM定位图

## 行政
万济约的邮政编码为07340，INSEE市镇编码为07344。

## 政治
万济约所属的省级选区为萨拉县。

## 人口

1962-2008年间万济约人口变化图示

万济约于2022年1月1日时的人口数量为520人。